# آسونسیون بالاگه
آسونسیون بالاگه (کاتالونیایی: Asunción Balaguer؛ زادهٔ ۸ نوامبر ۱۹۲۵ - درگذشته ۲۳ نوامبر ۲۰۱۹) بازیگر اهل اسپانیا بود.
از فیلم‌ها یا مجموعه‌های تلویزیونی که وی در آن‌ها نقش داشته‌است، می‌توان به وسواس بیمارگونه، فرار مغزها، تنها متعلق به من، تصویر دیگر و مرلی اشاره نمود.
وی همچنین برندهٔ جوایزی همچون جایزه کرئو د سان جردی شده‌است.